# Adalelmo di Troyes
Adalelmo di Troyes (... – ottobre 892) è stato conte Troyes dall'886 alla sua morte.

## Origine
Era il figlio del conte di Poitiers e poi conte d'Angouleme, Emenone e della moglie, che secondo alcune fonti era una robertingia, la figlia del conte di Blois, di Troyes e di Châteaudun, Oddone I di Troyes e di sua moglie, Guandilmoda (o Guandilmode), che compare assieme al marito in una donazione del marzo 849.

## Biografia
Molto probabilmente alla morte del padre, Emenone, nell'866, Adalelmo era ancora piccolo, infatti il monaco e storico, Ademaro di Chabannes, parlando del fratello, Ademaro, lo definì molto piccolo (parvulum). Il fatto è confermato anche nel Chronicon Santi Maxentii Pictavinis.
Probabilmente come il fratello fu accolto alla corte del nuovo conte d'Angoulême, Vulgrino I
Con un documento, del 14 giugno 877, dei Karoli II Capitularia, il re dei Franchi occidentali, Carlo il Calvo, forse, con il presagio della prossima morte, raccomanda ai suoi conti tra cui, Adalelmo di appoggiare ed aiutare suo figlio, Luigi II il Balbo.
Adalelmo, secondo la storico Christian Settipani, divenne conte di Troyes, nell'866, dopo la morte dello zio, il conte Roberto I avvenuta combattendo contro i Vkinghi, durante l'assedio di Parigi come è riportato nel poema Abbonis Bella Parisiacæ Urbis I.
Nel poema Abbonis Bella Parisiacæ Urbis I viene citato anche Adalelmo (progenie di Oddone I di Troyes), assieme al fratello, Ademaro.
Poco prima di morire, Adalelmo confermò una donazione fatta da suo zio, Roberto I, all'abbazia di Montiéramey, cosa ricordata nel documento datato 993, ma redatto nel 992.
Secondo la Vita Sancti Geraldi Comitis, Adalelmo, ricordato come fratello di Ademaro, nell'892, condusse l'assedio alla città di Aurillac, ma durante i combattimenti fu ferito dagli assediati e, dopo essere tornato in Turenna, dopo circa quattordici giorni, morì, nell'ottobre di quello stesso anno.
Dopo la morte di Adalelmo. senza discendenza, Riccardo di Autun detto il Giustiziere si impadronì della contea di Troyes.

## Matrimonio e discendenza
Adalelmo aveva sposato Ermengarda di cui non conoscono gli ascendenti e che fu testimone del documento del 993. Dalla moglie Adalelmo non ebbe figli e non risulta che abbia lasciato discendenza.

### Fonti primarie
- (LA) Monumenta Germaniae Historica, Legum, tomus I. URL consultato il 1º marzo 2020 (archiviato dall'url originale il 9 luglio 2013)..
- (LA)  Ademarus Engolismensis Historiarum.
- (LA) Chronicon Santi Maxentii Pictavinis..
- (LA) Monumenta Germaniae Historica, Poetae Latini Aevi Carolini, tomus IV, fasciculus I. URL consultato il 1º marzo 2020 (archiviato dall'url originale il 12 maggio 2013)..
- (LA) Acta Sanctorum Octobris, tomus VI (PDF)..

### Letteratura storiografica
- René Poupardin, I regni carolingi (840-918), in «Storia del mondo medievale», vol. II, 1999, pp. 583–635
- Louis Halphen, Francia: gli ultimi Carolingi e l'ascesa di Ugo Capeto (888-987), in «Storia del mondo medievale», vol. II, 1999, pp. 636–661
- Christian Settipani, La Préhistoire des Capétiens (Nouvelle histoire généalogique de l'auguste maison de France, vol. 1), éd. Patrick van Kerrebrouck, 1993